# Sint-Pieterskerk (Gijverinkhove)

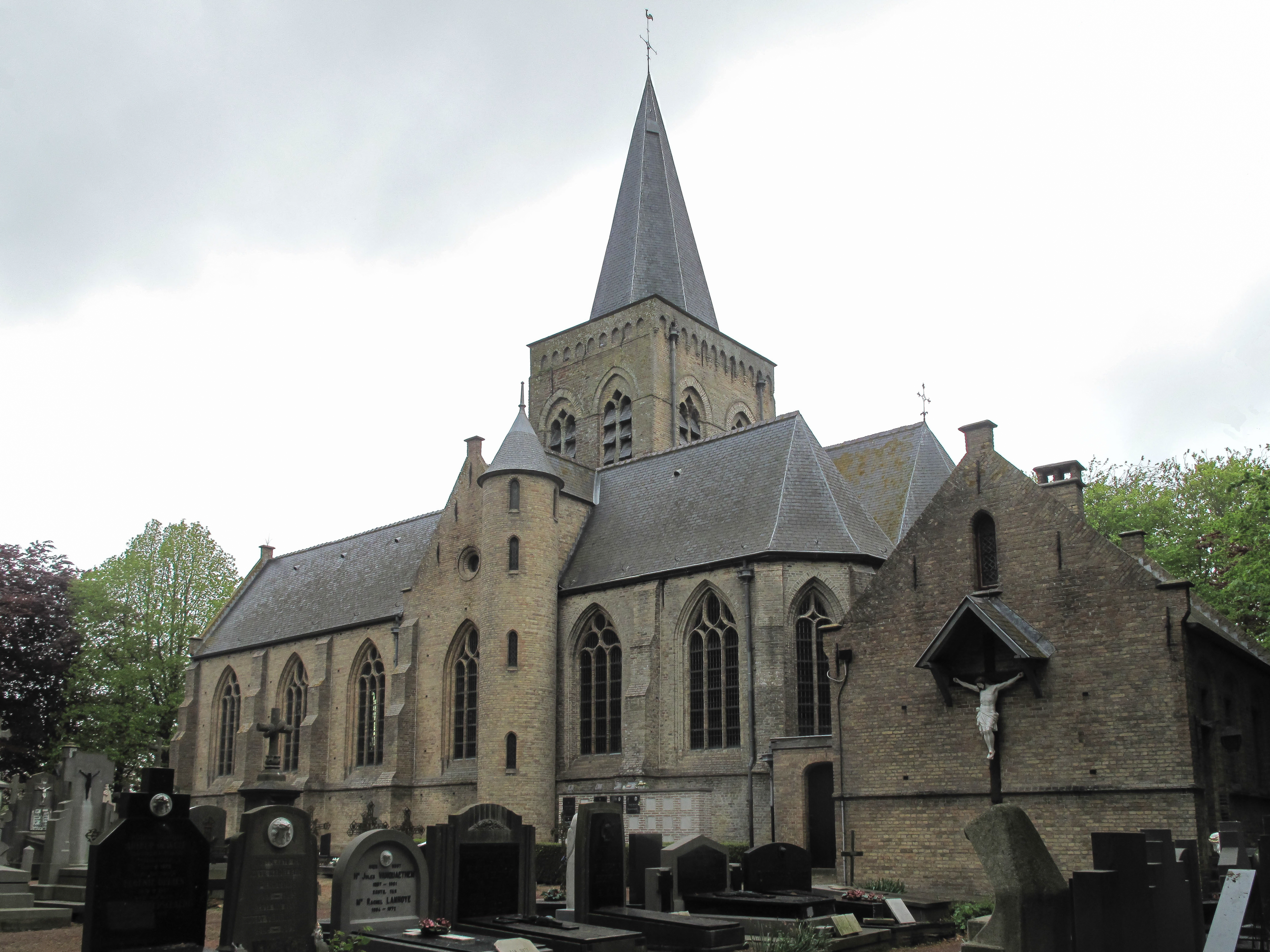
Sint-Pieterskerk

De Sint-Pieterskerk (ook: Sint-Petruskerk) is de parochiekerk van het tot de West-Vlaamse gemeente Alveringem behorende dorp Gijverinkhove, gelegen aan de Bellestraat.

## Geschiedenis
Waarschijnlijk werd aanvankelijk een romaans kerkgebouw opgericht dat geen toren en geen transept omvatte. Vermoedelijk einde 13e eeuw werd in het midden van het gebouw een vroeggotische toren gebouwd. In 1540 vonden belangrijke wijzigingen plaats, met name bij de toren. In 1913 werd de kerk gewijzigd naar ontwerp van Alfons de Pauw, waarbij de zijbeuken werden verbreed. Toen kwam ook het transept tot stand en werd de sacristie aangebouwd in Vlaamse neorenaissancestijl.

## Gebouw
Het betreft een driebeukige hallenkerk met transept en vieringtoren met vierkante plattegrond. Enkele muurfragmenten zijn nog vroeggotisch. De andere muurfragmenten zijn van 1540 of later.
Ten zuidwesten van de kerk ligt nog een gedeelte oud kerkhof, beplant met beuken en deels voorzien van een gracht.

## Interieur
Het hoofdaltaar is van de eerste helft van de 18e eeuw. In de noordelijke beuk is een Sint-Anna altaar (1e kwart 18e eeuw). De koorbanken zijn van 1766, vervaardigd door René Leem. De preekstoel is van 1772. De biechtstoelen worden toegeschreven aan Ignatius Vosselle. Het doksaal is van 1774 en het orgel is uit hetzelfde jaar en werd vervaardigd door Jean-Joseph vander Haeghen.